# Квандт, Иоганн Якоб
Иоганн Якоб Квандт (нем. Johann Jakob Quandt, лат. Ioannes Iacobus Quandt; 27 марта 1686, Кёнигсберг, княжество Бранденбург-Пруссия — 17 января 1772, Кёнигсберг, королевство Пруссия) — протестантский пастор и теолог, представитель лютеранский ортодоксии. Первый глава Кёнигсбергской публичной библиотеки. Полиглот. Спонсор перевода Библии на литовский язык, так называемой Библии Квандта.

## Биография
Родился в Кёнигсберге 27 марта 1686 года в семье консисториального советника Иоганна Квандта. Окончил Альтшадтскую гимназию. В 1701—1706 годах, под руководством профессора Фридриха Рабе, изучал философию и теологию в Кёнигсбергском университете. Продолжил образование в Лейпцигском, Галльском и Лейденском университетах. Помимо родного немецкого, свободно владел латынью, древнегреческим и древнееврейским, а также арабским, английским, итальянским, нидерландским и французским языками.
С 1710 года преподавал филологию и философию в Кёнигсбергском университете. Защитил степень доктора теологии в Ростокском университете. В 1716 году стал профессором теологии всё того же Кёнигсбергского университета. В 1714—1718 годах был первым главой Кёнигсбергской публичной библиотеки. С 1717 года служил пастором в приходе городского района Лёбенихт, а с 1721 года — придворным проповедником в кирхе при Кёнигсбергском замке.
В 1736 году Квандт был назначен генеральным суперинтендантом Пруссии с кафедрой в Кёнигсберге. Как проповедник он находился в подчинении консистории Самланда, а как региональный глава государственной церкви непосредственно подчинялся правительству. В 1751 году, после создания лютеранской верховной консистории Берлина, консистории Самланда и Помезании были объединены в консисторию Пруссии с кафедрой в Кёнигсберге, главою которой был также назначен Квандт.
На посту генерального суперинтенданта лютеранская ортодоксальная ориентация Квандта привела его к конфликту с пиетистами во главе с Францем Альбертом Шульцем во время генеральной инспекции местных церковной, образовательной и благотворительной секций. В то же время он с пониманием относился к сторонникам Христиана фон Вольфа, или вольфистам. В 1755 году Кристоф Лангансен сменил его на посту генерального суперинтенданта.
В 1727—1735 годах Квандт спонсировал первый перевод Библии на литовский язык, позднее названный его именем. Основой для этого перевода послужила «Прусская домашняя Библия», изданная им в 1734 году в Кёнигсберге и получившая широкое распространение в Восточной Пруссии. В 1743 году, в ответ на книгу гимнов пиетиста Георга Фридриха Рогалла, он издал свой сборник гимнов.
Квандт считался одним из лучших проповедников своего времени. Король Фридрих Великий назвал его лучшим проповедником, которого он знал. Квандт был избран президентом Королевского германского общества в Кёнигсберге и десять раз занимал должность ректора Кёнигсбергского университета. Среди его учеников был литературовед и писатель Иоганн Кристоф Готтшед.

## Сочинения
- De approximitate spiritus sancti substantiali (1709)
- Controversiam historico criticam de quaestione an epistola ad Ephesios a Paulo Ephesiis an vero laudicenis inscripta fuerit (1712)
- Exercitatio rabbinico-talmudica de atramento Hebraeorum (1713)